# Pałac w Niechanowie
Pałac w Niechanowie – zabytkowy pałac rodziny Żółtowskich mieszczący się we wsi Niechanowo, w województwie wielkopolskim, przy ulicy Parkowej.

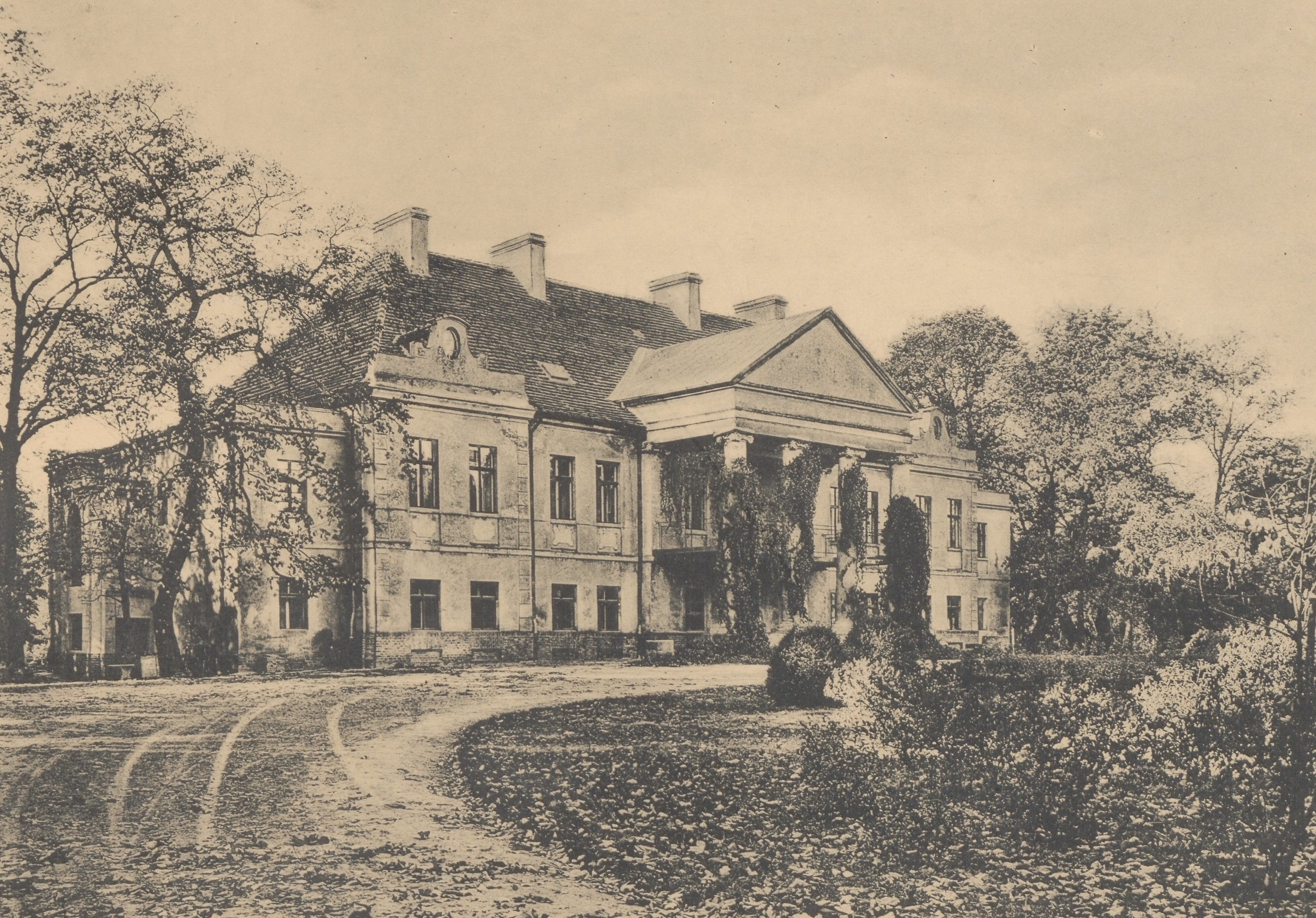
Widok pałacu przed 1912

Jest to murowana klasycystyczna budowla wybudowana w 1785. otynkowana, wybudowana na planie prostokąta. Przyziemie zostało zbudowane niżej niż piętro, które było kiedyś reprezentacyjnym piano nobile. Elewacje, posiadają dziś gładki tynk, po kolejnych źle wykonanych remontach, nie posiadają architektonicznych detali. Fasada główna, posiadała kiedyś trzy płytkie ryzality z okrągłymi narożami. Środkowy, przy którym mieści się główne wejście, został w późnieszych latach zasłonięty portykiem. Do dziś zachowały się dwa boczne, o trzech osiach, zakończone niskimi szczytami o charakterze attyk z falisto-uskokową linią spływów, z otworem w kształcie elipsy w części środkowej.
Wnętrza pałacu zostały całkowicie przebudowane oraz pozbawione wystroju podczas remontu w latach 1965–1966. Pierwotnie wnętrze było dwutraktowe, posiadało duży westybul na osi, mieszczący schody prowadzące na piętro. Tam, w części środkowej, umieszczony był wielki salon zajmujący dużą część tylnego traktu. Z lewej i prawej strony rozmieszczone były amfiladowo połączone pomieszczenia. Wnętrza posiadały sztukaterię i być może polichromię. 
Obecnie w pałacu mieści się Ośrodek Szkolenia i Wychowania Ochotniczych Hufców Pracy.
Pałac znajduje się na Szlaku Pałaców i Dworów Powiatu Gnieźnieńskiego.